# نهائي كأس رابطة الأندية الإنجليزية المحترفة 2004
نهائي كأس رابطة الأندية الإنجليزية المحترفة 2004 هي المباراة النهائية من منافسة كأس رابطة الأندية الإنجليزية المحترفة 2003–04، أقيمت المباراة في 29 فبراير 2004، في ملعب الألفية، بين فريقي بولتون واندررز، ونادي ميدلزبره، وفاز فيها نادي ميدلزبره، بعد أن هزم بولتون واندررز، بنتيجة 1 - 2، وكان حكم المباراة مايك رايلي.

## تفاصيل المباراة
لعبت المباراة النهائية في 29 فبراير 2004.
| بولتون واندررز | 1 -2 | نادي ميدلزبره |
| -------------- | ---- | ------------- |
|                |      |               |